# Śląska Kawiarnia Naukowa
Śląska Kawiarnia Naukowa – stowarzyszenie koordynowane przez Tomasza Rożka. Jednym z projektów stowarzyszenia są comiesięczne spotkania służące popularyzacji nauki. Stowarzyszenie organizuje też interaktywną wystawę edukacyjną "Dolina Węgla".
Spotkania Kawiarni odbywają się w klubie Oko Miasta znajdującym się w Katowickim Rondzie Sztuki raz w miesiącu, najczęściej w czwartek.
Spotkania odbywają się w luźnej atmosferze, przy ciastku i kawie. Podczas spotkań ŚKN Tomasz Rożek rozmawia z zaproszonym gościem na dany temat. Co miesiąc poruszane jest inne zagadnienie. Zapraszani goście to często znani polscy naukowcy. Na każdym spotkaniu jest krótka przerwa, na której można posłuchać muzyki na żywo. Pod koniec spotkania publiczność może zadawać pytania.
Kawiarnia Naukowa wspierana jest finansowo przez Urząd Miasta Katowice. Jej partnerami są: National Geographic Society i Uniwersytet Śląski w Katowicach.

## Spotkania
Pierwsze spotkanie Kawiarni odbyło się 4 października 2007 roku. Gościem był Marcin Ryszkiewicz. Rozmowa dotyczyła ewolucji i nosiła tytuł "Ewolucja - od bezmyślnej komórki do bezmyślnego człowieka".
Nagrania z części spotkań dostępne są na kanale Kawiarni na youtube.